# Peg (Steely Dan)
Peg è un singolo del gruppo musicale statunitense Steely Dan, pubblicato nel novembre 1977 come primo estratto dal sesto album in studio Aja.

## Successo commerciale
Il singolo ottenne successo a livello mondiale.

## Cover e altri usi
- Il singolo Eye Know dei De La Soul del 1989 contiene un campionamento del brano.
- La cantante britannica Nerina Pallot ha realizzato una cover del brano nel 2007.